# Crisis de Heglig
La crisis de Heglig fue una breve guerra librada entre los países de Sudán y Sudán del Sur en 2012 por las regiones ricas en petróleo entre los estados de Unidad de Sudán del Sur y Kordofán del Sur de Sudán. Sudán del Sur invadió y ocupó brevemente la pequeña ciudad fronteriza de Heglig antes de ser rechazado por el ejército sudanés. Los enfrentamientos a pequeña escala continuaron hasta que se firmó un acuerdo sobre fronteras y recursos naturales el 26 de septiembre, resolviendo la mayoría de los aspectos del conflicto.

## Antecedentes
La independencia de Sudán del Sur estuvo precedida por dos guerras civiles, la de 1955 a 1972 y la de 1983 a 2005, en las que murieron 2,5 millones de personas y más de 5 millones de desplazados externamente. Las relaciones entre los dos estados han estado marcadas por el conflicto sobre el Oleoducto del Gran Nilo y la disputada región de Abyei, aunque Sudán fue el primer estado en reconocer Sudán del Sur. En enero de 2012, Sudán del Sur cerró todos sus yacimientos petrolíferos de forma consecutiva debido a las tarifas que Sudán exigía para transportar el petróleo.
En mayo de 2011, se informó que Sudán había tomado el control de Abyei, una disputada región fronteriza rica en petróleo, con una fuerza de aproximadamente 5.000 soldados después de tres días de enfrentamientos con las fuerzas de Sudán del Sur. El factor precipitante fue una emboscada del Sur que mató a 22 soldados del Norte. El avance del norte incluyó bombardeos, bombardeos aéreos y numerosos tanques. Los informes iniciales indicaron que más de 20.000 personas huyeron. El gobierno interino de Sudán del Sur declaró esto como un "acto de guerra", y las Naciones Unidas enviaron un responsable a Jartum, la capital de Sudán, para intervenir. Sudán del Sur dice que ha retirado sus fuerzas de Abyei. El 20 de junio de 2011 se llegó a un acuerdo sobre la militarización. La Fuerza Provisional de Seguridad de las Naciones Unidas para Abyei, compuesta por tropas etíopes, se desplegó en virtud de la una resolución del Consejo de Seguridad de las Naciones Unidas a partir del 27 de junio de 2011. A principios de diciembre de 2011, las fuerzas sudanesas ocuparon Jau, una ciudad en el estado de Unidad en Sudán del Sur. A principios de marzo de 2012, la Fuerza Aérea de Sudán bombardeó partes del Condado de Pariang. 
Cada país acusa al otro de apoyar a los rebeldes en su territorio como parte del conflicto interno en curso en Sudán y en Sudán del Sur.

## Eventos

### 26–28 de marzo: Sudán del Sur rechazado de Heglig
El 26 de marzo, la República de Sudán afirmó que Sudán del Sur atacó el campo petrolífero de Heglig (llamado Panthou por Sudán del Sur), ubicado en el estado sudanés de Kordofán del Sur, mientras Sudán del Sur afirma que actuó en defensa propia después de un ataque en su territorio. El ataque de Sudán del Sur fue apoyado por el grupo rebelde sudanés, el MJI, que atacó desde el Estado de Unidad. Al día siguiente, 27 de marzo, la Fuerza Aérea de Sudán lanzó un bombardeo en el campo petrolífero de Unidad en el estado sursudanés de Unidad, ubicado al norte de la capital del estado, Bentiu. El Ejército sudanés más tarde atacó las áreas en disputa de Jau, Pan Akuach y Teshwin, pero fueron repelidos por el Ejército de Liberación del Pueblo de Sudán de Sudán del Sur.
Las posiciones de artillería de Sudán del Sur a 20 kilómetros al norte de Bentiu, que habían estado involucradas en el bombardeo de Heglig, fueron bombardeadas por artillería desde el lado norte de la frontera. El ministro de Información de la República de Sudán, Abdallah Ali Masar, confirmó que los sudaneses del sur habían penetrado 10 km en territorio sudanés, pero también afirmó que las fuerzas sudanesas los habían repelido y obligado a retroceder, y habían tomado varios prisioneros.
El gobierno ordenó a las tropas de Sudán del Sur que se retiraran de la zona en disputa el 28 de marzo. Los cadáveres y los vehículos destruidos yacían esparcidos en Heglig, el yacimiento petrolífero que fue escenario de sangrientas batallas. Tres cuerpos fueron identificados como soldados sursudaneses, mientras que un tanque y 4 camionetas fueron destruidos.
El 31 de marzo, aviones de combate sudaneses bombardearon las posiciones de las fuerzas del sur en la frontera, aunque funcionarios del norte dijeron que en el ataque se trataba de artillería, no de aviones.

### Principios de abril: Captura de Heglig por parte de Sudán del Sur
Sudán del Sur afirmó haber derribado un avión de combate MiG-29 sudanés el 4 de abril sobre el estado de Unidad en Sudán del Sur. Según los informes, los ataques aéreos tuvieron lugar cerca de Heglig y obligaron a un equipo de cámaras de "Al Jazeera" a ponerse a cubierto, mientras aviones sudaneses bombardeaban un oleoducto. Aparentemente, el bombardeo no provocó víctimas ni daños significativos. El gobierno sudanés negó que se hubiera producido ningún bombardeo desde el aire y calificó las acusaciones de "fabricaciones" de Sudán del Sur.
La ciudad de Teshwin, en Sudán del Sur, según las fuerzas armadas de Sudán del Sur (Ejército Popular de Liberación de Sudán), fue bombardeada con artillería y aviones de guerra por Sudán el 9 de abril. Según los informes, la ciudad de Abiemnhom en el estado de Unidad fue atacada por dos brigadas del ejército sudanés, que según el Sur fue un intento de apoderarse de sus campos petroleros. Al menos cuatro civiles resultaron heridos en los enfrentamientos, aunque no hubo informes inmediatos de bajas militares en ninguno de los bandos. El gobierno del sur dijo que las fuerzas del norte habían traspasado la frontera acompañadas de milicias, pero habían sido repelidas. Un portavoz militar sudanés admitió más tarde que el ejército sudanés había sido derrotado durante una batalla en Heglig y obligado a retirarse hacia el norte. Hubo algunos informes de que la lucha había estallado después de que las fuerzas sudanesas intentaran recuperar un puesto fronterizo perdido por las fuerzas del sur dos semanas antes. El coronel Khalid Sawarmi, portavoz del ejército sudanés, afirmó que las fuerzas del sur habían tomado el control de los campos petrolíferos de Heglig y de la propia ciudad de Heglig, dada la victoria de Sudán del Sur en la Batalla de Heglig. En esta segunda captura de Heglig, el EPLS fue nuevamente apoyado por el MJI. En respuesta a los combates, el presidente y sus asesores organizaron una milicia de voluntarios, Mathiang Anyoor, que se suponía ayudaría al EPLS a luchar contra los sudaneses. La milicia luego se transformó en un ejército privado y se volvió infame por cometer numerosas atrocidades durante la subsiguiente Guerra civil de Sudán del Sur.
El gobierno sudanés dijo el 11 de abril que continuaban los intensos combates a lo largo de las áreas fronterizas en disputa y se informó que el ejército sudanés estaba tratando de retomar Heglig. Sudán anunció que utilizaría todos los medios legítimos para recuperar los campos petrolíferos de Heglig que cayeron en manos de Sudán del Sur el día anterior. Sudán del Sur dijo que estaban ocupando posiciones defensivas en Heglig, esperando un contraataque sudanés.
Los parlamentos de ambos países llamaron a la movilización de sus respectivas fuerzas armadas. Sudán también comenzó una movilización general de sus fuerzas armadas cuando las fuerzas de Sudán del Sur penetraron hasta 70 kilómetros al norte del territorio sudanés, según Rahmatullah Mohamed Osman, subsecretario del Ministerio de Relaciones Exteriores de Sudán. Después de la caída de Heglig, el gobierno de Jartum dijo que sus fuerzas habían realizado una retirada táctica a Kharasanah y, a pesar de haber presentado una fuerte resistencia, no habían podido vencer a las "fuerzas enormes y bien equipadas" que habían atacado el área. Se informó que las fuerzas sudanesas se estaban reagrupando y preparando para tratar de retomar Heglig. El Frente Revolucionario de Sudán grupo rebelde atacó al ejército sudanés en Karshanah, donde se habían retirado tras enfrentamientos con el ejército de Sudán del Sur.
El vicepresidente Al-Haj Adam de Sudán declaró formalmente que existía un estado de guerra entre los dos países a última hora del 11 de abril y declaró que todas las negociaciones entre los dos estados estaban en suspenso. Al día siguiente, la Fuerza Aérea de Sudán bombardeó Bentiu, la capital del Estado de Unidad, en un intento de destruir un puente estratégico utilizando un avión de transporte Antonov An-26 convertido en un bombardero improvisado, matando a un soldado sur-sudanés.

### Mediados de abril: contraofensiva sudanesa
Las fuerzas de Sudán del Sur comenzaron a reforzar sus posiciones en Heglig el 13 de abril, mientras que Sudán continuó movilizando sus propias fuerzas. Según el gobierno de Sudán del Sur, las líneas del frente se mantuvieron estáticas durante el día. Las fuerzas sudanesas afirmaron que estaban avanzando hacia Heglig y que la situación se resolvería "en cuestión de horas". Un portavoz del gobierno sudanés dijo que su ejército estaba en las afueras de Heglig, mientras que el gobierno de Sudán del Sur dijo que se defendería si lo atacaban. El portavoz del gobierno sudanés también agregó que Sudán del Sur no pudo controlar "todo el estado de Kordofán del Sur"." Durante las oraciones del viernes el 13 de abril en Sudán, se informó que algunos sermones fueron hostiles hacia Sudán del Sur, mientras que las transmisiones de televisión incluían canciones supuestamente "yihadistas" y patrióticas.
El vicepresidente de Sudán del Sur, Reik Machar, dijo que un intento sudanés de retomar Heglig por la fuerza se detuvo 30 km al norte de la ciudad. Sudán del Sur afirmó haber destruido dos tanques durante los enfrentamientos. La fuerza aérea sudanesa, operando dos aviones Sukhoi Su-25, según los informes, bombardearon Jau y Panakuach, así como Heglig una vez más, matando a cinco civiles. El 14 de abril, las fuerzas de Sudán del Sur continuaron avanzando hacia el norte y repelieron un contraataque sudanés en Kersanah. Las tropas del sur se movieron para cerrar las tres carreteras a Heglig el 14 de abril. También se informó que la mayoría de las instalaciones en Heglig habían resultado dañadas durante los combates. Dos MiG-29 de la Fuerza Aérea de Sudán se abalanzaron sobre Bentiu el mismo día en un intento de destruir un puente. Las bombas fallaron por poco su objetivo y terminaron matando a cuatro civiles y un soldado e hiriendo a otros cinco. Se creía ampliamente que el ataque era un intento de dañar las líneas de suministro de Sudán del Sur.
Sudán bombardeó la parte occidental del estado del Alto Nilo (estado) del Alto Nilo de Sudán del Sur durante el 15 de abril, en un aparente intento de abrir un nuevo frente. Las tropas sudanesas cruzaron la frontera hacia el estado del Alto Nilo de Sudán del Sur y ocuparon brevemente la pequeña ciudad de Kuek, antes de ser expulsadas por el ejército de Sudán del Sur.
El 16 de abril, el parlamento de Sudán se reunió y votó por unanimidad para declarar que "Sudán del Sur es enemigo de todas las agencias estatales sudanesas". El presidente del parlamento pidió a Sudán que movilice todos sus recursos para luchar contra Sudán del Sur y derrocar a su gobierno. Rabie Abdelaty, un portavoz del gobierno de Jartum, descartó las conversaciones de paz con el sur y dijo que dañaría el orgullo nacional si Sudán no recupera a Heglig por la fuerza.
El 18 de abril, se abrió un nuevo frente en el conflicto, 160 kilómetros (99,4 mi) al oeste de Heglig, que resultó en la muerte de siete soldados de Sudán del Sur y 15 soldados de Sudán. Según los informes, el enfrentamiento se desató cuando un soldado de Sudán del Sur murió a tiros cuando recogía agua cerca de la carretera entre Aweil y Meiram.

### Finales de abril: Sudán recupera el control de Heglig
El 22 de abril, el ejército sudanés ingresó al campo petrolífero de Heglig. Posteriormente, el presidente sudanés Omar al-Bashir realizó un mitin de victoria en Jartum.
El 22 de abril estallaron más combates a lo largo de toda la frontera cuando los soldados sudaneses respaldados por tanques y artillería lanzaron tres oleadas de ataques.6 millas (10 km) en lo más profundo de Sudán del Sur. Al menos un soldado de Sudán del Sur murió y dos resultaron heridos en el ataque. Sudán bombardeó la ciudad de Rubkona el 23 de abril, dañando varios puestos de mercado, en un intento de destruir un puente entre Rubkona y la vecina Bentiu. Al menos tres personas murieron en el allanamiento. Al día siguiente, Kiir declaró en una visita a China que Sudán había "declarado la guerra" a Sudán del Sur.
Al final, ambos bandos estaban parados donde estaban cuando estalló la lucha, sin que ninguno de los bandos ganara claramente la partida. Finalmente, los combates terrestres disminuyeron y, aunque el conflicto continuó con escaramuzas fronterizas aisladas y ataques aéreos sudaneses limitados contra Sudán del Sur, las cosas finalmente se calmaron. El 26 de septiembre se llegó a un acuerdo sobre fronteras, recursos naturales y seguridad, poniendo fin definitivamente a la crisis.

### Campaña Aérea
| Fecha       | Lugar                                                              | Bajas                                                                                  | Notas                                                                   | Citas         |
| ----------- | ------------------------------------------------------------------ | -------------------------------------------------------------------------------------- | ----------------------------------------------------------------------- | ------------- |
| 1 de marzo  | Condado de Panykang, Estado de Unidad                              | Ninguno                                                                                | Dos pozos de petróleo dañados                                           | [ 72 ] [ 73 ] |
| Marzo       | Campo petrolero de unidad                                          | Desconocido                                                                            | —                                                                       | [ 74 ]        |
| 30 de Marzo | Varios                                                             | Desconocido                                                                            | Sobre las posiciones de las fuerzas del ELPS a lo largo de la frontera. | [ 75 ]        |
| 4 de abril  | Estado de Unidad                                                   | Ninguno                                                                                | 1 MiG-29 perdido                                                        | [ 76 ]        |
| 9 de abril  | Teshwin, Estado de Unidad                                          | Ninguno                                                                                | —                                                                       | [ 77 ]        |
| 12 de abril | Bentiu, Estado de Unidad                                           | 1 soldado muerto y 4 civiles heridos                                                   | —                                                                       | [ 78 ] [ 79 ] |
| 14 de abril | Heglig, Estado de Unidad                                           | Desconocido                                                                            | —                                                                       | [ 80 ]        |
| 14 de abril | Bentiu, Estado de Unidad                                           | 1 soldado y 4 civiles muertos, 6 heridos                                               | Puente de Rubkotna intacto.                                             | [ 80 ] [ 81 ] |
| 14 de abril | Condado de Abiemnom de la comunidad Dinka Ruweng, Estado de Unidad | 36 personas resultaron heridas durante un ataque aéreo en el condado de Ruweng Biemnom | El puente de Ruweng Biemnom fue destruido                               | [ 81 ]        |
| 15 de abril | Heglig, Estado de Kordofán del Sur                                 | Desconocido                                                                            | Posible daño a instalaciones petroleras                                 |               |
| 15 de abril | Campamento de cascos azules de la ONU en Sudán del Sur             | Ninguno                                                                                | Confirmado por Kouider Zerrouk, portavoz de UNMISS.                     | [ 82 ]        |
| 15 de abril | Condado de Mayom, Estado de Unidad                                 | 7 muertos y 14 heridos                                                                 | —                                                                       | [ 82 ]        |
| 16 de abril | Pueblos al este de Bentiu, Estado de Unidad                        | 2 muertos y 8 heridos                                                                  | —                                                                       | [ 82 ]        |
| 22 de abril | Campo petrolero de Unidad                                          | —                                                                                      | —                                                                       | [ 83 ]        |
| 23 de abril | zona de Bentiu–Rubkona                                             | 3 personas muertas                                                                     | Mercado en Rubkona dañado                                               | [ 84 ]        |
| 21 de Mayo  | Werguet, Bahr el Ghazal del Norte                                  | —                                                                                      | —                                                                       | [ 85 ]        |
| 22 de Mayo  | Werguet, Bahr el Ghazal del Norte                                  | —                                                                                      | —                                                                       | [ 85 ]        |
| 28 de Mayo  | Werguet, Bahr el Ghazal del Norte                                  | 10 muertos                                                                             | —                                                                       | [ 86 ]        |

Nota: Dado que Sudán no permite que los periodistas ingresen a las áreas de conflicto, los informes sobre los bombardeos y el conflicto provienen, en general, de fuentes en Sudán del Sur o aliados del Ejército Popular de Liberación de Sudán. Sudán afirma que ha bombardeado exclusivamente posiciones militares de Sudán del Sur y niega todas las demás acusaciones.

## Armas
[cita requerida]El Ejército sudanés está equipado con armas predominantemente chinas y de fabricación soviética, mientras que las armas del Ejército de Liberación del Pueblo de Sudán varían, tienen pocos vehículos y en su mayoría armas pequeñas. La siguiente tabla no debe considerarse exhaustiva.
| Tipo                          | Fuerzas Armadas de Sudán                                          | Ejército Popular de Liberación de Sudán                  |
| ----------------------------- | ----------------------------------------------------------------- | -------------------------------------------------------- |
| Tanques                       | T-55, Type 62, T-72                                               | T-55, T-72                                               |
| APCs/IFVs                     | BMP-1, BMP-2, Alvis Saladin, technical                            | technical                                                |
| Artillería                    | 2A18, BM-21                                                       | BM-21                                                    |
| Aeronaves                     | Su-24, Su-25, MiG-29, Nanchang A-5, Antonov An-26, Northrop F-5   | Ninguno                                                  |
| Helicopters                   | Bell 212, Mi-8, Mi-24                                             | Mi-17                                                    |
| Armas pequeñas, armas ligeras | Type 56, AK-47, Heckler & Koch G3, PKM, DShK, ZU-23, RPG-2, RPG-7 | AK-47, Heckler & Koch G3, PKM, DShK, ZU-23, RPG-2, RPG-7 |

## Negociaciones
En una reunión con el ministro de Relaciones Exteriores de Egipto el 15 de abril, Mohamed Kamel Amr, que había llegado a Jartum para tratar de contener las tensiones, Omar al-Bashir descartó cualquier negociación con Sudán del Sur hasta que las fuerzas del Sur abandonaran Heglig. Según el mediador Thabo Mbeki, a partir del 22 de mayo, ambos sudánes dijeron que estaban listos para volver a la mesa de negociaciones.